# Cymothoe zickzack
Cymothoe zickzack är en fjärilsart som beskrevs av Embrik Strand 1912. Cymothoe zickzack ingår i släktet Cymothoe och familjen praktfjärilar. Inga underarter finns listade i Catalogue of Life.